# Riutòrt
Riutòrt (en francès Riotord) és un municipi francès situat al departament de l'Alt Loira i a la regió d'Alvèrnia-Roine-Alps. L'any 2007 tenia 1.162 habitants.

## Demografia

### Població
El 2007 la població de fet de Riutòrt era de 1.162 persones. Hi havia 465 famílies de les quals 162 eren unipersonals (83 homes vivint sols i 79 dones vivint soles), 122 parelles sense fills, 169 parelles amb fills i 12 famílies monoparentals amb fills.
La població ha evolucionat segons el següent gràfic:
Habitants censats

### Habitatges
El 2007 hi havia 735 habitatges, 480 eren l'habitatge principal de la família, 192 eren segones residències i 62 estaven desocupats. 587 eren cases i 142 eren apartaments. Dels 480 habitatges principals, 356 estaven ocupats pels seus propietaris, 116 estaven llogats i ocupats pels llogaters i 8 estaven cedits a títol gratuït; 4 tenien una cambra, 28 en tenien dues, 79 en tenien tres, 140 en tenien quatre i 230 en tenien cinc o més. 311 habitatges disposaven pel capbaix d'una plaça de pàrquing. A 208 habitatges hi havia un automòbil i a 189 n'hi havia dos o més.

### Piràmide de població
La piràmide de població per edats i sexe el 2009 era:
| Homes | Edats   | Dones |
| ----- | ------- | ----- |
| 0     | 95 o +  | 0     |
| 4     | 90 a 94 | 16    |
| 12    | 85 a 89 | 28    |
| 4     | 80 a 84 | 24    |
| 16    | 75 a 79 | 40    |
| 48    | 70 a 74 | 36    |
| 24    | 65 a 69 | 28    |
| 40    | 60 a 64 | 44    |
| 28    | 55 a 59 | 16    |
| 32    | 50 a 54 | 24    |
| 32    | 45 a 49 | 24    |
| 40    | 40 a 44 | 40    |
| 52    | 35 a 39 | 48    |
| 48    | 30 a 34 | 32    |
| 36    | 25 a 29 | 36    |
| 8     | 20 a 24 | 12    |
| 24    | 15 a 19 | 32    |
| 48    | 10 a 14 | 52    |
| 28    | 5 a 9   | 48    |
| 28    | 0 a 4   | 28    |

## Economia
El 2007 la població en edat de treballar era de 700 persones, 514 eren actives i 186 eren inactives. De les 514 persones actives 483 estaven ocupades (280 homes i 203 dones) i 33 estaven aturades (10 homes i 23 dones). De les 186 persones inactives 75 estaven jubilades, 57 estaven estudiant i 54 estaven classificades com a «altres inactius».

### Ingressos
El 2009 a Riotord hi havia 509 unitats fiscals que integraven 1.162 persones, la mediana anual d'ingressos fiscals per persona era de 16.035,5 €.

### Activitats econòmiques
Dels 66 establiments que hi havia el 2007, 2 eren d'empreses alimentàries, 13 d'empreses de fabricació d'altres productes industrials, 13 d'empreses de construcció, 15 d'empreses de comerç i reparació d'automòbils, 2 d'empreses de transport, 4 d'empreses d'hostatgeria i restauració, 1 d'una empresa d'informació i comunicació, 4 d'empreses financeres, 2 d'empreses immobiliàries, 2 d'empreses de serveis, 6 d'entitats de l'administració pública i 2 d'empreses classificades com a «altres activitats de serveis».
Dels 20 establiments de servei als particulars que hi havia el 2009, 1 era una oficina de correu, 1 una oficina bancària, 1 taller de reparació d'automòbils i de material agrícola, 1 autoescola, 5 paletes, 1 guixaire pintor, 3 fusteries, 1 lampisteria, 2 electricistes, 1 perruqueria i 3 restaurants.
Dels 6 establiments comercials que hi havia el 2009, 1 era una botiga de menys de 120 m², 2 fleques, 1 una carnisseria, 1 una llibreria i 1 una sabateria.
L'any 2000 a Riotord hi havia 62 explotacions agrícoles que ocupaven un total de 1.147 hectàrees.

## Equipaments sanitaris i escolars
L'únic equipament sanitari que hi havia el 2009 era una farmàcia.
El 2009 hi havia 2 escoles elementals.

## Poblacions més properes
El següent diagrama mostra les poblacions més properes.